# Blågrön ara
Blågrön ara (Anodorhynchus glaucus) är en akut utrotningshotad och möjligen utdöd sydamerikansk papegojfågel.

## Utseende
Blågrön ara är en stor och långstjärtad ara med en kroppslängd på 70 centimeter. Den är överlag blekt turkosblå med grått på det stora huvudet. I ansiktet syns en gul bar ögonring och halvmåneformade flikar kring den mycket kraftiga näbben. Dess läten är okända.

## Utbredning och status
Fågelns utbredningsområde var tidigare i södra Brasilien, norra Argentina, södra Paraguay och nordöstra Uruguay. Fågeln blev sällsynt på 1800-talet och endast två dokumentationer av vilda exemplar har gjorts sedan 1900-talet.  Ihärdiga rykten om senare observationer, lokala rapporter och förekomst av fåglar i burfågelshandeln indikterar att arten ännu inte är utdöd. Internationella naturvårdsunionen IUCN kategoriserar därför arten som akut hotad, sedan 2019 med tillägget "möjligen utdöd".